# リーアン・トゥイーデン
リーアン・ベレス・トゥイーデン（Leeann Velez Tweeden、1973年6月13日 - ）は、アメリカ合衆国のモデル。バージニア州マナサス出身。

## 来歴

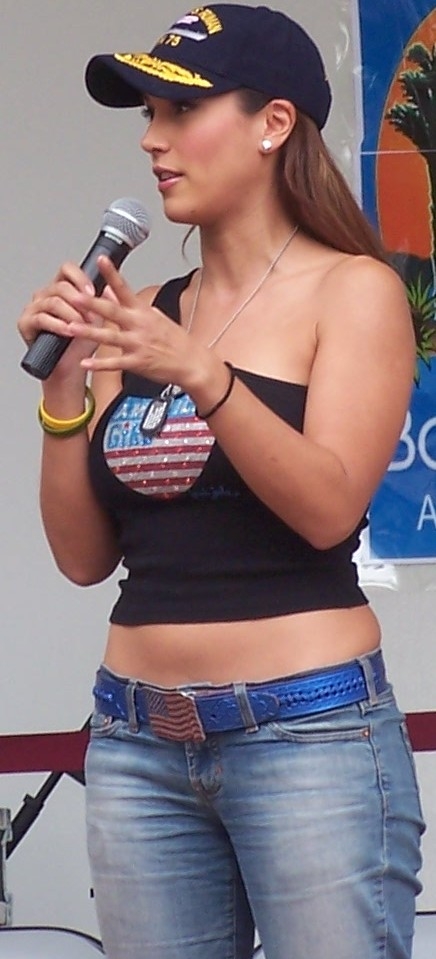
2004年12月15日、バーレーンの米軍慰問ショーにて

1991年、オズボーン・パーク・ハイスクール卒業後モデルとなる。1992年、コロラドスプリングスのフーターズでウェイトレスとして働きながら（彼女はフーターズ1994年のカレンダーに登場してもいる）、ヴィーナス・スイムウェア (Venus Swimwear) のモデルイメージビデオのトップを飾った事により、全国的に名を知られるようになった。その後フーターズ、ヴィーナス・スイムウェア、フレデリックス・オブ・ハリウッド (Frederick's of Hollywood)、PLAYBOYなどのモデルを務めている。
FHM誌2007年3月号（アメリカ合衆国における最終号でもある）では表紙を飾っている。
トゥイーデンは2001年から2007年にかけてFOXスポーツネットのスポーツトーク番組『The Best Damn Sports Show Period』のリポーターを務めた。2008年には前任者シャナ・ハイアットの妊娠による降板の後を受け、NBCの深夜番組『ポーカー・アフターダーク』の三代目ホステスとなった。またFOXニュースの政治討論番組『Hannity』にも「偉大なアメリカのパネリスト」のメンバーとして出演し、時折同局の早朝の番組『Red Eye w/Greg Gutfeld』にもパネリストとして出演している。
2008年、フーターズ25周年記念の一環として「オールタイム・トップ・フーターズ・ガール」の称号を授けられた。
2009年から、ビデオシリーズによる自閉症に関する啓蒙を目的とするウェブサイト、「Rethinking Autism」に参加している。
PLAYBOY2011年12月号にトゥイーデンのヌードグラビアが掲載され、表紙も裸体に赤いリボンを巻いた彼女が飾っている。トゥイーデンが同誌の表紙を飾ったのはこれが初めてではなく、1996年8月号にも登場している（露出は多めだが着衣である）。日本語版月刊プレイボーイ1996年9月号の表紙にも同じ写真が使われている。
トゥイーデンは現在「Fox Sports West」でロサンゼルス・エンゼルスの試合前後の取材を行なっている。